# Mnesiclesina
Mnesiclesina is een geslacht van rechtvleugeligen uit de familie Chorotypidae. De wetenschappelijke naam van dit geslacht is voor het eerst geldig gepubliceerd in 1974 door Descamps.

## Soorten
Het geslacht Mnesiclesina omvat de volgende soorten:
- Mnesiclesina acuticerca Descamps, 1974
- Mnesiclesina curticerca Descamps, 1974
- Mnesiclesina excurva Descamps, 1974
- Mnesiclesina furcatus Saussure, 1903
- Mnesiclesina saussurei Bolívar, 1914
- Mnesiclesina stylata Bolívar, 1931
- Mnesiclesina undulata Descamps, 1974